# Mark Andrews (Footballspieler)
Mark Andrews (* 6. September 1995 in Scottsdale, Arizona) ist ein US-amerikanischer American-Football-Spieler auf der Position des Tight Ends. Er spielt für die Baltimore Ravens in der National Football League (NFL).

## College
Andrews, der auf der Highschool noch auf der Position des Wide Receivers spielte, besuchte die University of Oklahoma, wo er zum Tight End umfunktioniert wurde. Für das Team der Uni, die Sooners, bestritt er zwischen 2015 und 2017 insgesamt 35 Partien, in denen er Pässe für 1765 Yards erlaufen und 22 Touchdowns erzielen konnte. Für seine herausragenden Leistungen wurde er in diverse Auswahlteams berufen und mit verschiedenen Preisen bedacht, darunter auch mit dem prestigeträchtigen John Mackey Award.

## NFL
Er wurde beim NFL Draft 2018 in der 3. Runde als insgesamt 86. Spieler von den Baltimore Ravens ausgewählt und erhielt einen Vierjahresvertrag über 3,45 Millionen US-Dollar, 836 660 davon als Handgeld (Signing Bonus). Er schaffte es in das Tight End-Korps des Teams und kam bereits in seiner Rookie-Saison in allen Spielen zum Einsatz, dreimal sogar als Starter.
2019 zeigte er sich stark verbessert und konnte 10 Touchdowns erzielen. Für seine konstant guten Leistungen wurde er in den Pro Bowl berufen.
An seinem 26. Geburtstag einigte Andrews sich mit den Ravens auf eine Vertragsverlängerung um vier Jahre im Wert von 56 Millionen US-Dollar.